# 紐約華爾道夫酒店
纽约华尔道夫酒店，或纽约华尔道夫-阿斯托里亚酒店（英語：Waldorf Astoria New York）是位於紐約曼哈頓中城的一處42層豪華酒店，正門在公園大道301號，不過酒店的整群建築物佔據公園大道與萊克星頓大道及東49街與東50街之間的整個街區。外觀是装饰风艺术風格。

## 历史
酒店於1893年啟用，1931年後改為現名，之前由希尔顿全球酒店集团擁有。2006年1月，希尔顿集团宣布建立名为“华尔道夫-阿斯托里亚系列”（The Waldorf-Astoria Collection）的豪华连锁酒店品牌，随后变更为华尔道夫酒店及度假村，在全球范围内开设了超过30多家酒店。
2015年中國安邦保險集團宣布以19.5億美金購買酒店，購買後依然委託希尔顿集團經營管理。
美國駐聯合國大使官邸就在华尔道夫酒店的頂層42層。酒店也在紐約火車站大中央車站有自己的月台，美國政要富蘭克林·羅斯福、阿德萊·史蒂文森、道格拉斯·麥克阿瑟等人都用過這個月台。很多外國名流政要來訪紐約時也都下榻在华尔道夫酒店，他們包括清朝直隸總督李鴻章、中華人民共和國前任主席胡錦濤、前任總理溫家寶、中華民國第一夫人宋美齡。

## 圖集

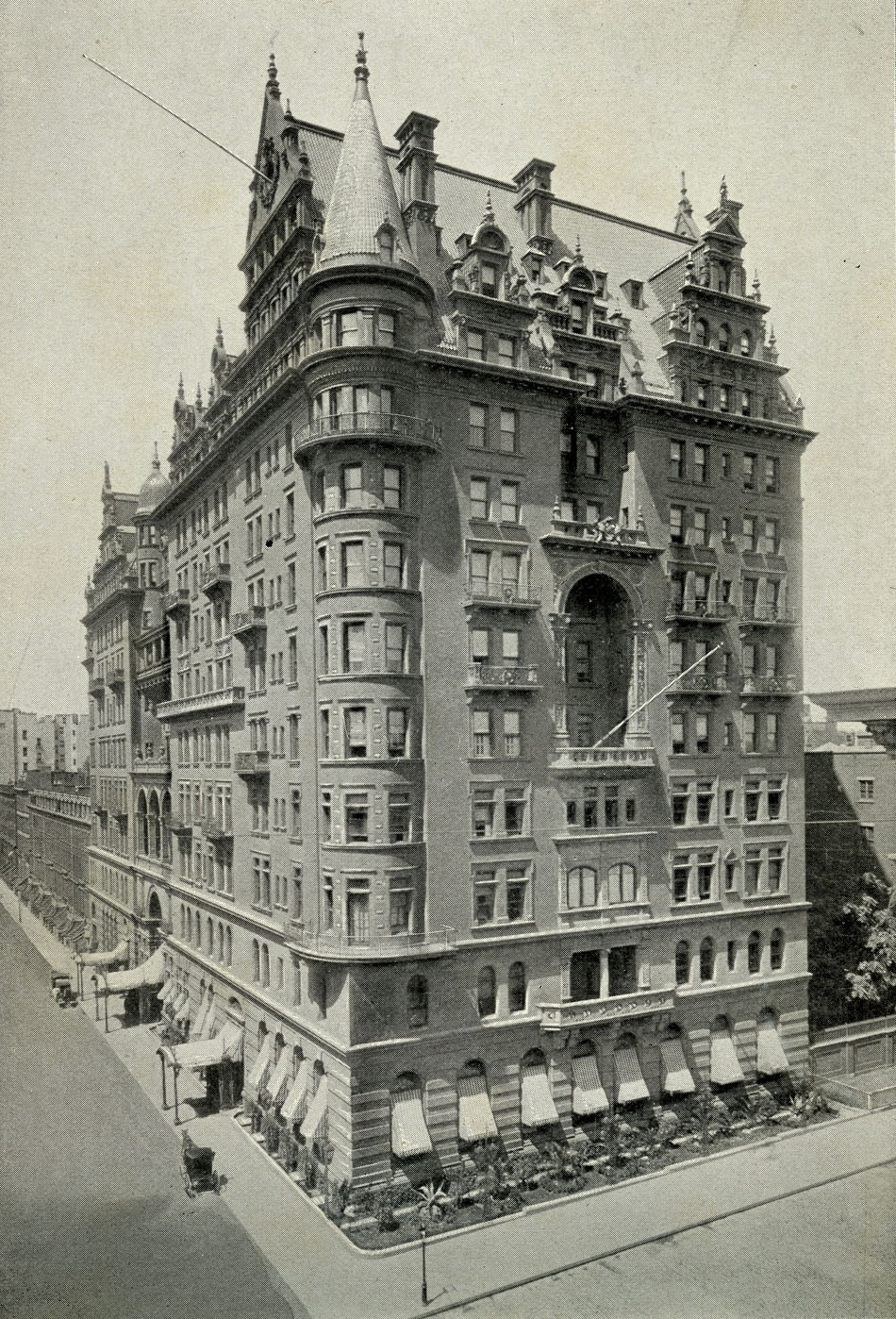
1893年建築本體
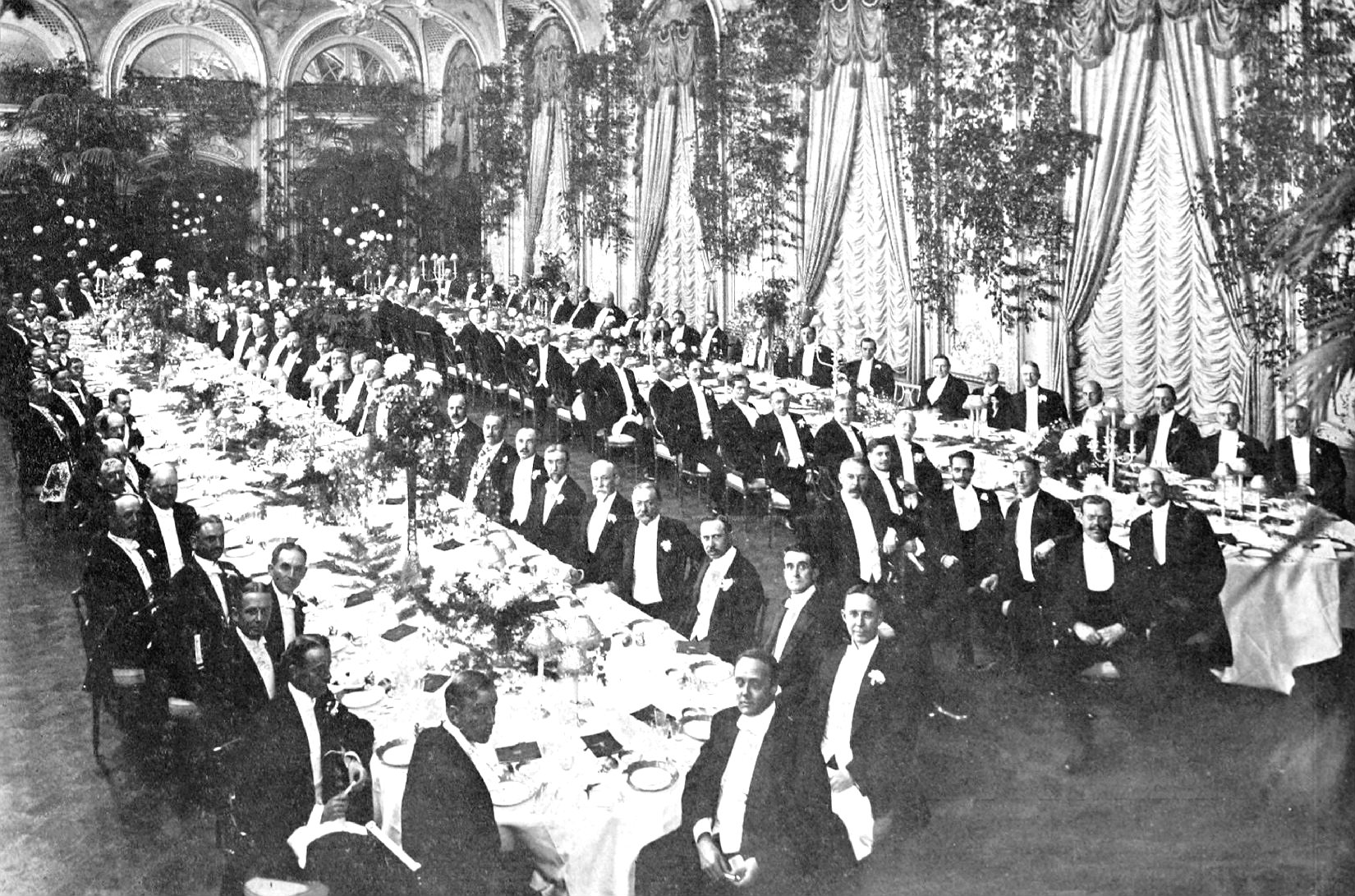
1909年宴會廳
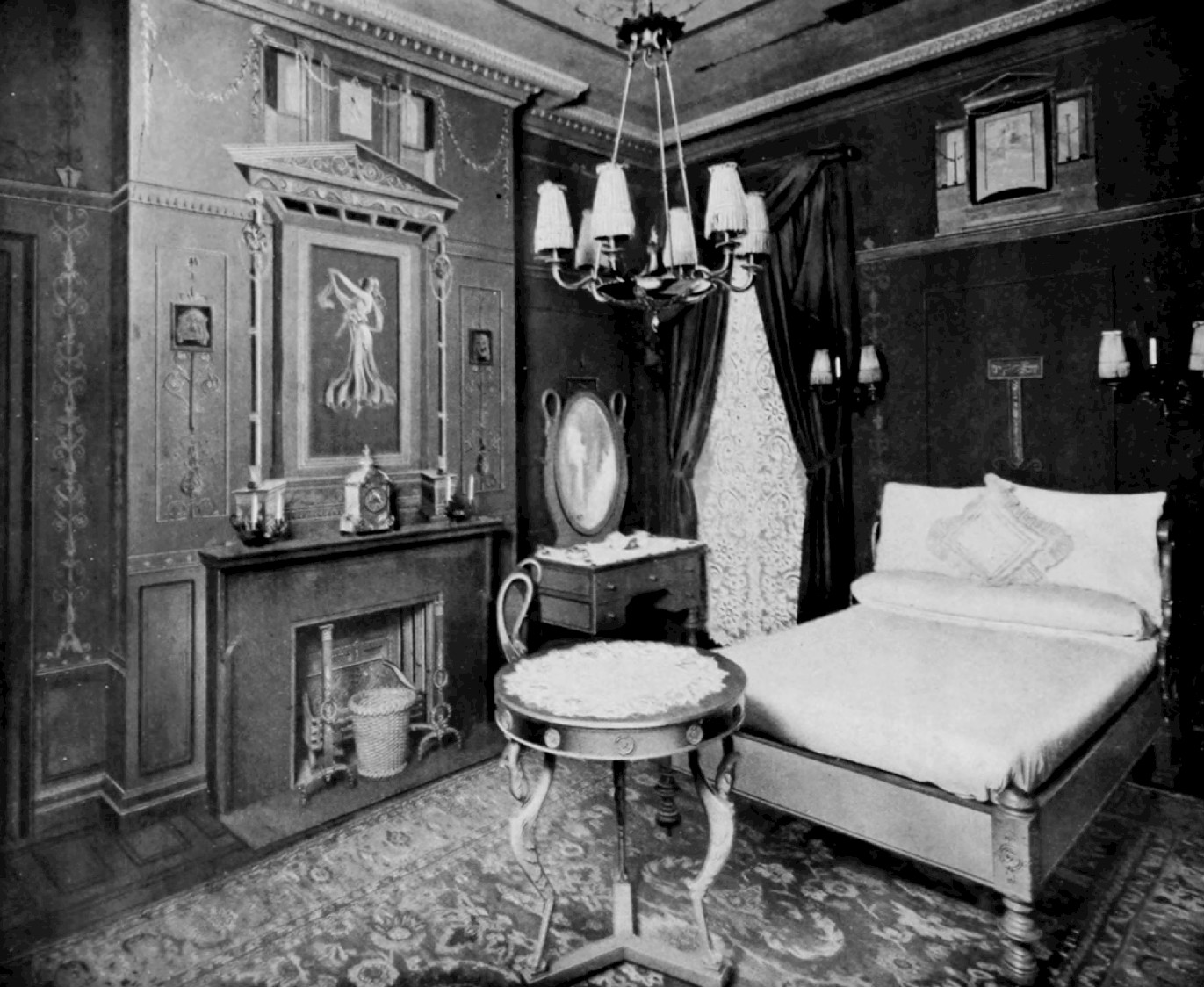
1903年的單床房
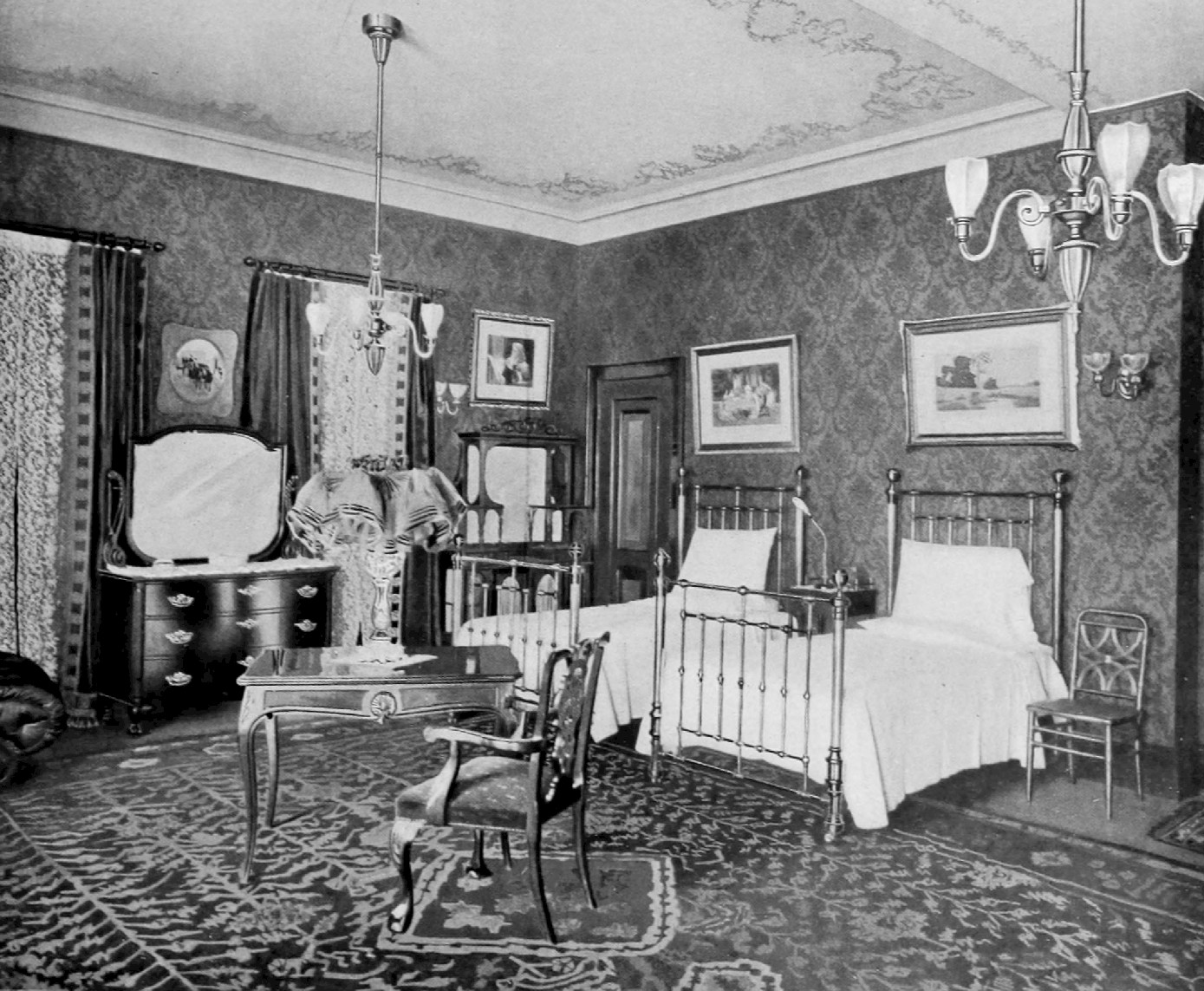
1903年的雙床房
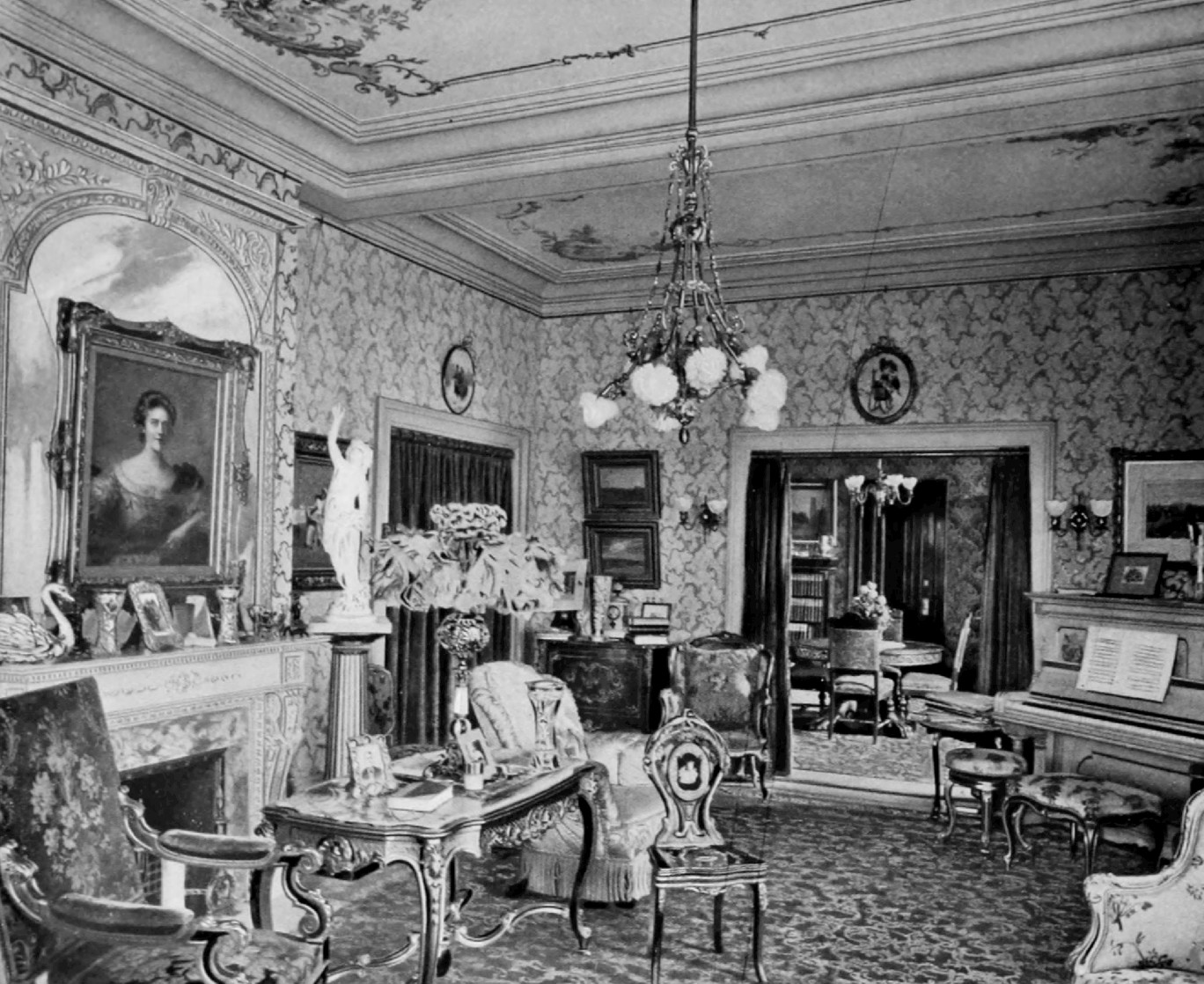
1903年高級套房
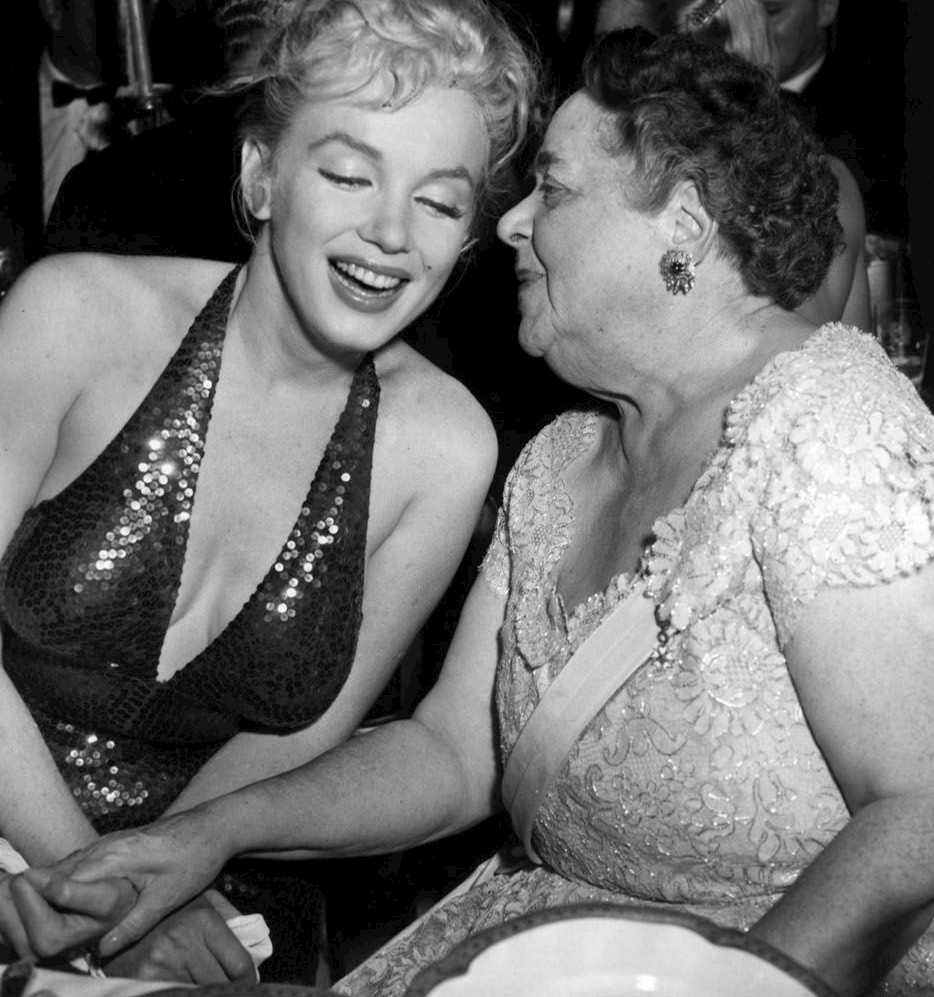
瑪麗蓮夢露1957年於酒店住宿
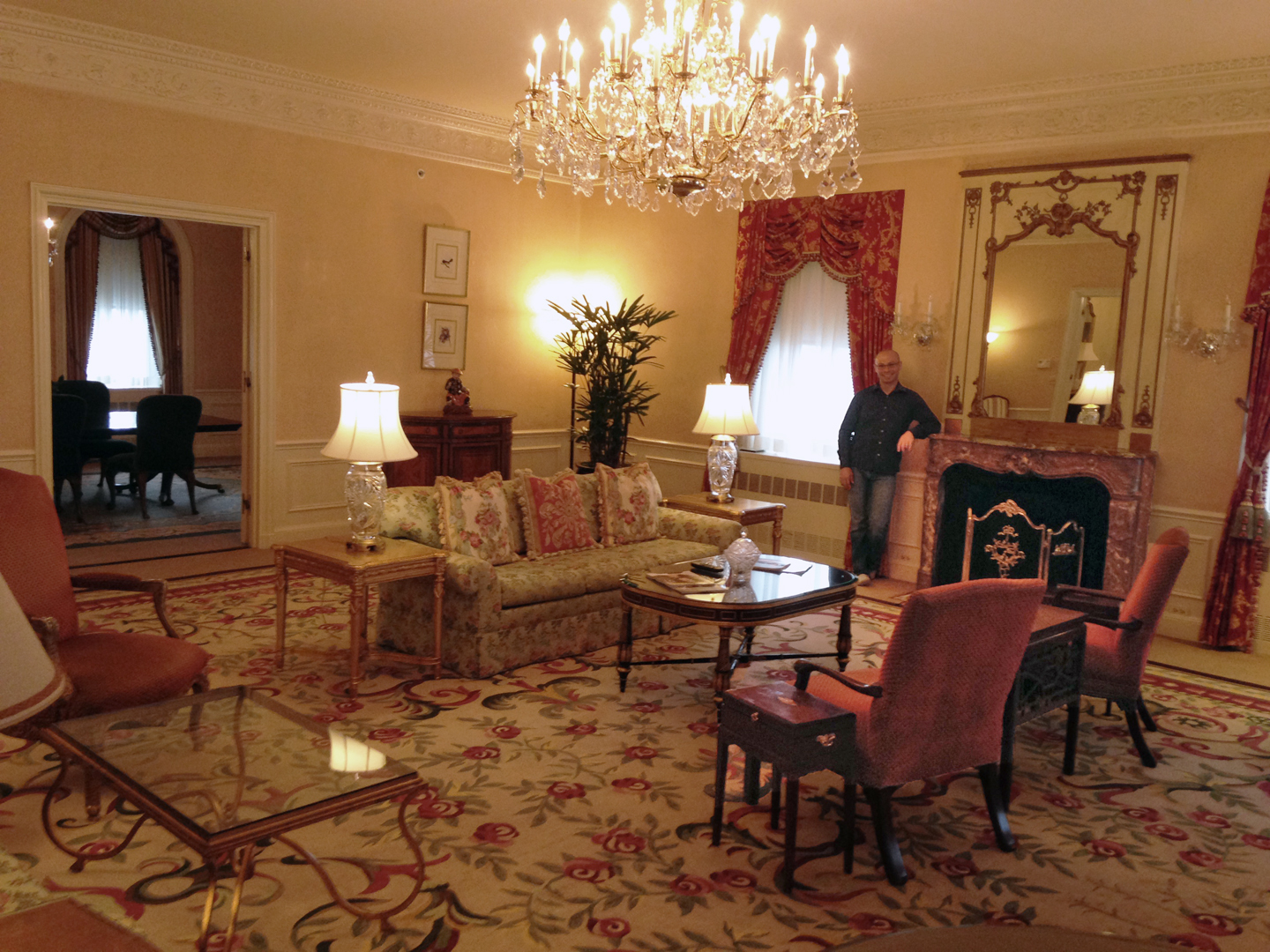
2014年塔樓套房
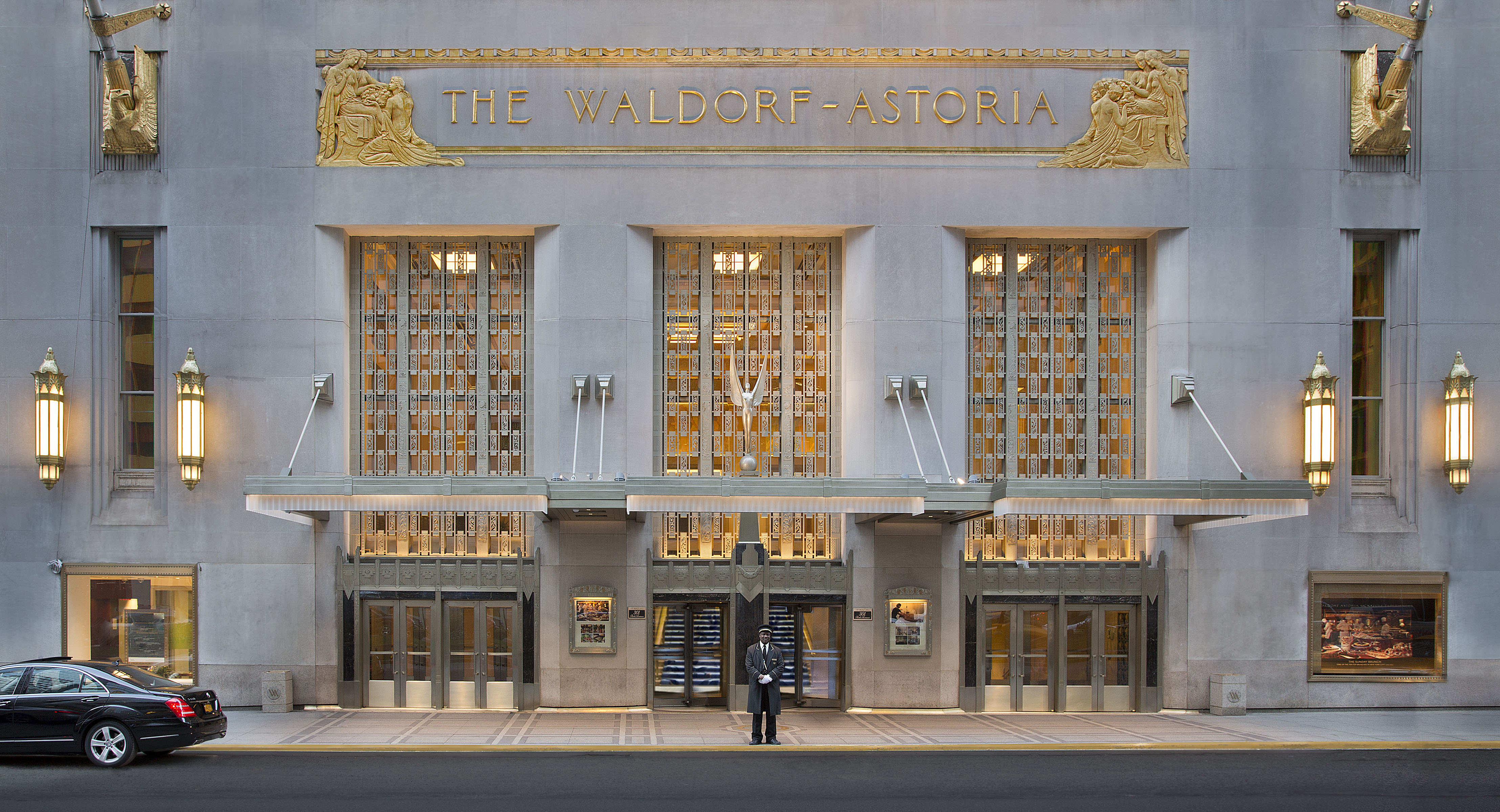
2014年正門
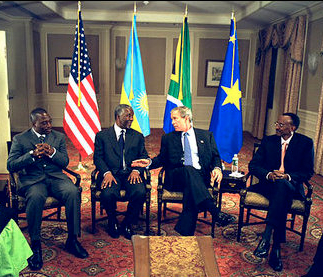
2002年小布什與剛果總統於酒店會談

## 外部連結
- 纽约华尔道夫酒店官方網站 （页面存档备份，存于）

1. ↑  紐約華爾道夫酒店在Emporis地產資料庫
2. ↑  SkyscraperPage数据库中紐約華爾道夫酒店的数据
3. ↑  Structurae数据库中紐約華爾道夫酒店的数据
4. ↑  .   [2015-02-03]. （原始内容存档于2019-05-16）.